# ジェイムズ・パタースン (画家)
ジェイムズ・パタースン（James Paterson PRSW RSA RWS、1854年8月21日 - 1932年1月25日）はスコットランドの風景画家、肖像画家である。「グラスゴー派」の画家の一人ともされ、スコットランドの風景を描いた。

## 略歴
スコットランド、サウス・ラナークシャーのブランタイヤ(Blantyre)で生まれた。母方の家系は、モスリン縫製工場の経営者で、父親は水彩画家でスコットランドの最初のアマチュア写真家の一人であった。芸術的な環境で育ち、1859年に生まれた弟は後にロンドンの画廊の経営者になり、1862年に生まれたもう一人の弟は建築家になった。
グラスゴー美術学校でグリーンリーズ(Robert Greenlees)に学んだ後、パリに渡り、ド・ラ・シュブルーズ（Louis Jacquesson de La Chevreuse）やジャン＝ポール・ローランスに学んだ 。2年後、スコットランドに帰国したあと、1884年にエンジニアの娘と結婚した時、母方の祖父から Moniaiveに邸をもらった 。
22年間以上にわたってニスデールやエアーシャーのスコットランドの田園風景を描いた。「グラスゴーボーイズ」と呼ばれることになるジェイムズ・ガスリー、エドワード・アーサー・ウォルトン、ウィリアム・ヨーク・マクレガー、エドワード・ホーネルといった画家と友人となった。
1906年にエディンバラに移り、1910年に妻を亡くした後、公活動に熱心になった。
1885年に王立スコットランド水彩画家協会( Royal Scottish Society of Painters in Watercolour)の会員に選ばれ、1896年に王立スコットランド・アカデミー(Royal Scottish Academy)の準会員、1910年に正会員になった。1922年に水彩画家協会の会長に就任し、1910年から1924年の間はRoyal Scottish Academyのライブラリアン、1924年から事務局長(Secretary)を亡くなる少し前まで務めた。

## 作品

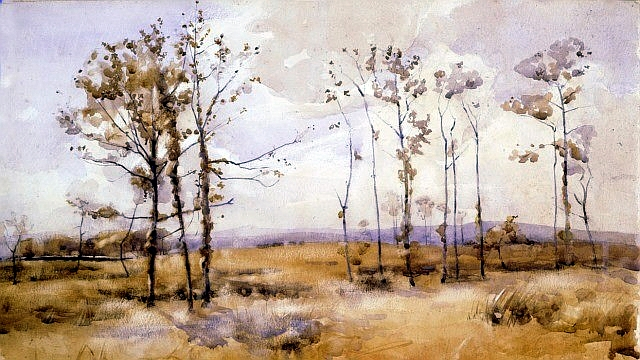
Craigenputtock (1882)
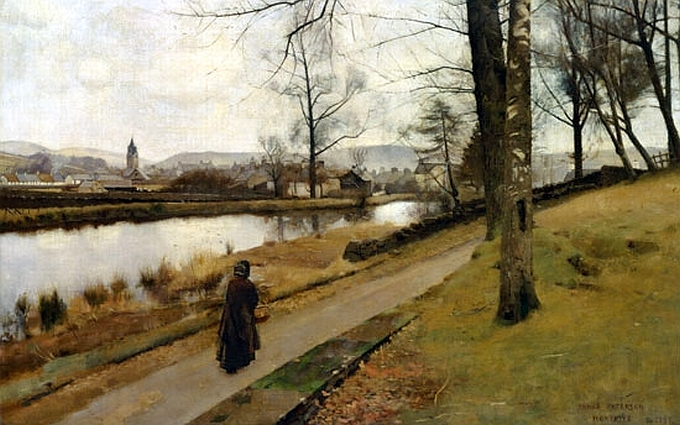
The Last Turning (1885)
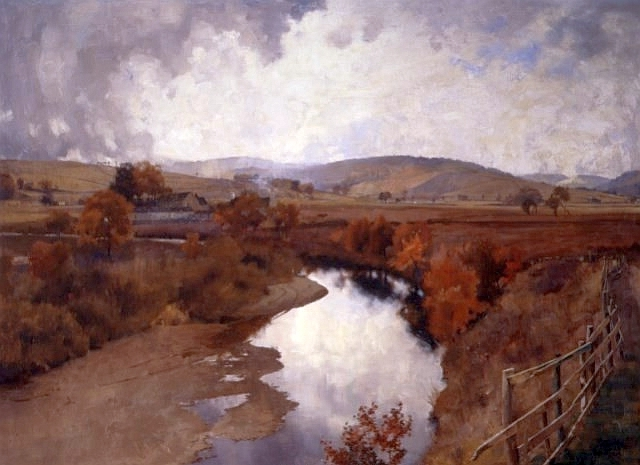
Autumn in Glencairn (1887)

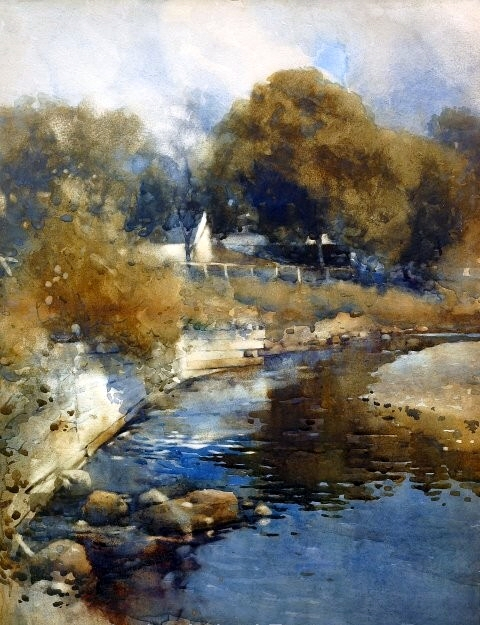
Craigdarroch Water (1889)
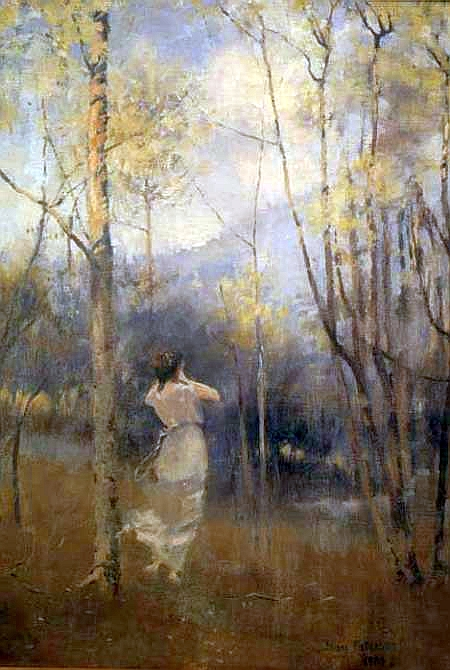
Spring In Moniaive (1889)
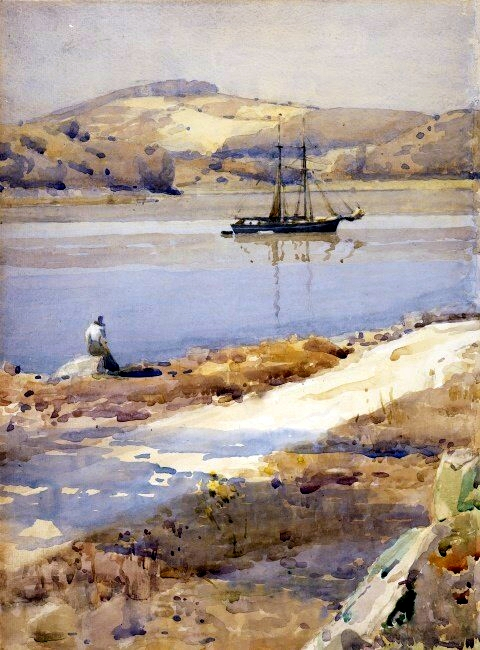
Kippford - Waiting For The Tide (1913)
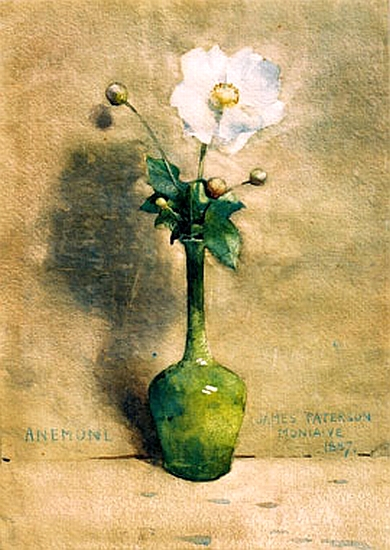
Anenome(1887)